# Замок Кревеніш
Замок Кревеніш (англ. Crevenish Castle) — один із замків Ірландії, розташований в графстві Фермана. Замок стоїть в 3 км на південь від селища Кеш. Нині замок лежить в руїнах, знаходиться на землі, яка є в приватній власності.

## Історія замку Кревеніш
Замок Кревеніш був збудований у 1618 році сером Томасом Бленнергассеттом (пом. 1624) з Норфолка. Його брат збудував замок Колдвелл. Замок спочатку називався Кастелгассетт або Гассет. Сер Томас Бленнергассетт переселився в Ірландію під час англійської та шотландської колонізації Ольстера на початку XVII століття після повного завоювання Ірландії Англією. До свого переселення в Ірландію сер Томас Бленнергассетт мав багато професій. В тому числі був капітаном замку Гернсі. Крім того, він був літератором, написав кілька книг, в тому числі книгу, яка присвячена англо-шотландській колонізації Ольстера. У 1618 році капітан Ніколас Пайннар повідомив, що будується замок з каменю та вапна, планується побудувати висотою в два поверхи. Біля замку почали будувати церкву та селище з шести будинків. Замок збудували на два з половиною поверхи з квадратною вежею і бійницями. Після смерті Томаса Бленнергассетта його наступником став його старший син — сер Леонард Бленнергассетт (пом. 1639). Як це не дивно, але замок перейшов під контроль ірландського клану Магвайре, коли вдова Леонарда — Дебора вийшла заміж за вождя клану Магвайре — Рорі Магвайре, що став одним із лідерів повстання за незалежність Ірландії в 1641 році. Він загинув у 1648 році. Замок згодом повернула собі родина Бленнергассетт. Володарем замку став Генрі — син Леонарда. Генрі Бленнергассетт став депутатом парламенту Ірландії від графства Фермана в 1664 році і Верховним шерифом графства. У 1697 році є записи про те, що замок перебуває в руїнах. На території замку є надгробні камені родини Бленнергассетт.